# Stars and Stripes (journal)
Pour les articles homonymes, voir Stars and Stripes.
Stars and Stripes, fondé en 1861 durant la guerre de Sécession, est un quotidien publié pour les forces armées des États-Unis en service à l’étranger.
Il est disponible en quatre éditions: européenne, moyen-orientale, japonaise et sud-coréennes. Ses lecteurs sont environ 80 000 en Europe et 60 000 dans le Pacifique[réf. à confirmer].

## Culture populaire
Il est particulièrement question de ce journal dans le film de guerre Full Metal Jacket de Stanley Kubrick. Le personnage principal, surnommé « Guignol » (« Joker » en VO), y est journaliste et part sur le front afin de raconter les histoires des soldats de la guerre du Viêt Nam.